# Середина-Буда (станція)
Середина-Буда (до 2023 року — Зернове) — проміжна станція 4-го класу Конотопської дирекції Південно-Західної залізниці. Розташована в однойменному місті Шосткинського району Сумської області, на Сіверщині поблизу державного кордону України з Росією.

## Історія
У 1895 році через Середину-Буду було прокладено вузькоколійну залізницю загального користування Ворожба — Середина-Буда. Раніше вона належала Московсько-Києво-Воронезькій залізниці. На початку XX століття через місто побудована залізниця, що сполучила Навлю з Конотопом на залізниці Москва — Київ, будівництво якої тривало з 1905 по 1907 роки. Станція отримала назву Зернове від села неподалік.
Після розпаду Радянського Союзу станція і село, від якого вона отримала назву, опинилися в різних державах. Станція в Україні, а село — в Росії.
У 1992 році станцію передано з підпорядкування Брянського відділення Московської залізниці до Конотопського відділення Південно-Західної залізниці.
У березні 2003 року припинений рух міжнародних приміських поїздів на дільниці Суземка — Зернове.
Станція розташована за 2 кілометри від російсько-українського кордону, до 2022 року станція була міждержавним стиковим пунктом. 
У липні 2022 року, щоб унеможливити рух поїздів з боку Росії, начальниця станції Лариса Євгеніївна Аліпченкова спільно з працівниками дистанції колії та місцевими вантажовідправниками розібрали 25 м колії в напрямку державного кордону, було організовано схід двох вагонів по обох коліях у місці з демонтованою колією, щоб остаточно заблокувати рух поїздів. Ці вагони були залишені на місці сходу з додатково привареними до колій гальмовими башмаками.
У грудні 2023 року станція отримала сучасну назву за назвою міста, в якому розташована.

## Пасажирське сполучення
Міжнародне сполучення:
До 18 березня 2020 року прикордонно-митний контроль суміщувався з тарифною зупинкою нічного швидкого поїзда № 62/61 сполученням Херсон, Миколаїв — Москва. Решта поїздів з Києва, Львова, Одеси та Кишинева мали лише технічну зупинку для прикордонно-митних процедур (наразі рух поїздів у міжнародному сполученні скасований остаточно).
Внутрішньодержавне сполучення:
Пасажирське сполучення здійснювалося по станції:
- регіональним електропоїздом № 813/814 Зернове — Київ — Фастів;
- приміськими електропоїздами сполученням Конотоп — Зернове[4].
- пасажирським поїздом Північний експрес № 127/128 сполученням Зернове — Суми (скасований з 17 березня 2020 року).

Станом на грудень 2022 року пасажирське сполучення не здійснюється.